# Komárno
Komárno (em húngaro: Komárom; alemão: Komorn; sérvio: Коморан) é uma cidade da Eslováquia, situada no distrito de Komárno, na região de Nitra. Tem 103,17 km² de área e sua população em 2018 foi estimada em 33.927 habitantes.

## Demografia
| Ano:        | 1994   | 2004   | 2014   | 2024   |
| ----------- | ------ | ------ | ------ | ------ |
| Broj ljudi: | 37 941 | 36 731 | 34 461 | 31 880 |
| Razlika:    |        | -3,18% | -6,18% | -7,48% |

| Ano:               | 2023   | 2024   |
| ------------------ | ------ | ------ |
| Número de pessoas: | 32 114 | 31 880 |
| Diferença:         |        | -0,72% |